# Barry Eisler
Barry Eisler (New Jersey, 1964) è uno scrittore statunitense.
Laureato in legge alla Cornell Law School nel 1989, fino al 1992 collabora con la CIA.
Ha studiato le leggi internazionali e collaborato a Tokyo con la società nipponica Hamada & Matsumoto. A Osaka collabora con la compagnia elettrica Matsushima.
È cintura nera di judo, grado raggiunto al Centro Internazionale di Judo "Kodokan" di Tokyo e ha praticato anche l'aikidō e il jiu jitsu brasiliano.
Nel 2005 riceve il Premio Barry per il miglior thriller con Rain Storm

## Opere

### Serie di John Rain
1. 2002 - Pioggia nera su Tokyo (Rain Fall - reintitolato A Clean Kill in Tokyo), SuperPocket Best Thriller n. 102 ISBN 9788811665137
2. 2003 - Alba nera su Tokyo (Hard Rain o Blood from Blood - reintitolato A Lonely Resurrection), Garzanti. ISBN 88-11-66512-4
3. 2004 - Rain Storm - Pagato per uccidere (Rain Storm o Choke Point - reintitolato Winner Take All), Garzanti. ISBN 978-88-11-68107-6
4. 2005 - La via del samurai (Killing Rain o One Last Kill - reintitolato Redemption Games), Garzanti. ISBN 978-88-11-66591-5
5. 2006 - La furia del samurai (The Last Assassin - reintitolato Extremis), Garzanti. ISBN 978-88-11-66592-2
6. 2007 - La potenza del killer (Requiem for an Assassin, reintitolato The Killer Ascendant), CreateSpace Independent Publishing Platform, 2016. ISBN 978-1-5377-8331-4
7. 2011 - Il distaccamento (The Detachment), CreateSpace Independent Publishing Platform, 2017. ISBN 978-1-9795-8824-9
8. 2014 - Cimitero di ricordi (Graveyard of Memories) Independently published, 2017. ISBN 978-1-5206-8546-5
9. 2017 - Somma Zero (Zero Sum) (ASIN: B077PZ75SW)
10. 2021 - La compagnia degli assassini (The Killer Collective), Amazon Crossing. ISBN 978-2496700442

### Serie di Ben Treven
- 2009 - Il codice del silenzio (Fault Line), Garzanti (ISBN 978-88-11-66618-9)
- 2010 - I senza nome (Inside Out), Garzanti (ISBN 978-88-11-68187-8)

### Altro
- 2016 - L'occhio di Dio (The God's Eye View), e-book (ASIN: B01FIHWGT2)

### Racconti
- 2012 - The Lost Coast - La costa perduta (Larison), e-book (ASIN: B00AKYRVIA)
- 2012 - Parigi è una puttana (Paris is a Bitch - Rain/Delilah), e-book (ASIN: B00AKZHDWS)
- 2015 - Assassinio Khmer ( The Khmer Kill - Dox 2012 ) , e-book ( ASIN: B017CS9UG2 )

## Filmografia
- 2009 - Rain Fall, di Max Mannix